# إلمر تي كونينغهام
إلمر تي كونينغهام (بالإنجليزية: Elmer T. Cunningham)‏ هو شخصية أعمال أمريكي، ولد في 1 سبتمبر 1889 في سان فرانسيسكو في الولايات المتحدة، وتوفي في 14 يونيو 1965 في مونتيري في الولايات المتحدة.